# فيتري لو فرنسوا
فيتري لو فرنسوا (بالفرنسية: Vitry-le-François
)‏ هي بلدية في إقليم المرن في شمال شرق فرنسا، وتقع البلدة على نهر المرن.

## التاريخ
البلدة الحالية حديثة البناء نسبيًا، حيث تم بناؤها في عام 1545 بناءً على طلب الملك فرانسوا الذي رغب في استبدال بلدة فيتري-أون-بيرثوا، والتي تم تدميرها بالكامل في عام 1544 كجزء من الانعكاس من الحرب الإيطالية 1542-1546. كان من المقرر أن تكون فيتري الجديدة مدينة حديثة، تم بناؤها وفقًا لخطة وضعها جيرولامو ماريني. أدى دور الملك في إنشائها إلى حصول البلدة على اسم الملك في اسمها الخاص.
في بداية الحرب العالمية الأولى، أنشأ جوزيف جوفري المقر العام للجيش الفرنسي الذي سمي (بالفرنسية: Grand Quartier Général
)‏ في ساحة رويال-كولارد في البلدة.
في عام 1961، وقع هجوم إرهابي على قطار متجه بين ستراسبورغ وباريس.